# Martin Haba
Martin Haba, född 25 oktober 2000 i  Malacky i Slovakien, är en slovakisk innebandymålvakt och tränare som spelar för Tsunami Záhorská Bystrica. År 2018 vann Haba slovakiska mästerskapet med Tsunami. Han började sin karriär i 1. SC Malacky men gick senare över till Tsunami. Martin Haba blev uttagen till Slovakiens innebandylandslag 2019. 